# Coppa del Mondo di ginnastica ritmica 2024
La Coppa del Mondo di ginnastica ritmica 2024  comprende cinque eventi World Cup e due eventi World Challenge Cup e si svolgerà tra l'Europa e l'Asia.
I punti delle quattro migliori prestazioni negli eventi di World Cup ottenuti da ogni partecipante vengono raccolti e sommati. In base al totale verranno quindi premiate per ogni categoria le atlete che avranno ottenuto più punti, durante la tappa finale.

## Calendario
| Data         | Evento                  | Location    |
| ------------ | ----------------------- | ----------- |
| 22-24 marzo  | FIG World Cup           | Atene       |
| 12-14 aprile | FIG World Cup           | Sofia       |
| 19-21 aprile | FIG World Cup           | Baku        |
| 26-28 aprile | FIG World Cup           | Tashkent    |
| 10-12 maggio | FIG World Challenge Cup | Portimão    |
| 21-23 giugno | FIG World Cup           | Milano      |
| 12-14 luglio | FIG World Challenge Cup | Cluj Napoca |

## Vincitrici

### Concorso generale

#### Individualiste
| Competizioni        | Oro                | Argento            | Bronzo                |
| ------------------- | ------------------ | ------------------ | --------------------- |
| World Cup           |                    |                    |                       |
| Atene               | Elvira Krasnobaeva | Eva Brezalieva     | Alina Harnasko        |
| Sofia               | Boryana Kaleyn     | Stiliana Nikolova  | Daria Atamanov        |
| Baku                | Darja Varfolomeev  | Elvira Krasnobaeva | Sofia Raffaeli        |
| Tashkent            | Darja Varfolomeev  | Takhmina Ikromova  | Boryana Kaleyn        |
| Milano              | Darja Varfolomeev  | Sofia Raffaeli     | Viktoriia Onopriienko |
| World Challenge Cup |                    |                    |                       |
| Portimão            | Darja Varfolomeev  | Alina Harnasko     | Alba Bautista         |
| Cluj Napoca         | Stiliana Nikolova  | Darja Varfolomeev  | Daria Atamanov        |

#### Gara a squadre
| Competizioni        | Oro      | Argento | Bronzo      |
| ------------------- | -------- | ------- | ----------- |
| World Cup           |          |         |             |
| Atene               | Israele  | Cina    | Italia      |
| Sofia               | Israele  | Italia  | Bulgaria    |
| Baku                | Spagna   | Italia  | Azerbaigian |
| Tashkent            | Cina     | Francia | Polonia     |
| Milano              | Cina     | Brasile | Italia      |
| World Challenge Cup |          |         |             |
| Portimão            | Spagna   | Brasile | Francia     |
| Cluj Napoca         | Bulgaria | Brasile | Israele     |

### Finali di specialità

#### Cerchio
| Competizioni        | Oro                | Argento           | Bronzo            |
| ------------------- | ------------------ | ----------------- | ----------------- |
| World Cup           |                    |                   |                   |
| Atene               | Elvira Krasnobaeva | Sofia Raffaeli    | Liliana Lewińska  |
| Sofia               | Daria Atamanov     | Stiliana Nikolova | Sofia Raffaeli    |
| Baku                | Darja Varfolomeev  | Sofia Raffaeli    | Eva Brezalieva    |
| Tashkent            | Takhmina Ikromova  | Darja Varfolomeev | Boryana Kaleyn    |
| Milano              | Wang Zilu          | Alina Harnasko    | Takhmina Ikromova |
| World Challenge Cup |                    |                   |                   |
| Portimão            | Darja Varfolomeev  | Milana Parfilova  | Alina Harnasko    |
| Cluj Napoca         | Daria Atamanov     | Stiliana Nikolova | Margarita Kolosov |

#### Palla
| Competizioni        | Oro               | Argento           | Bronzo              |
| ------------------- | ----------------- | ----------------- | ------------------- |
| World Cup           |                   |                   |                     |
| Atene               | Daniela Munits    | Sofia Raffaeli    | Eva Brezalieva      |
| Sofia               | Stiliana Nikolova | Takhmina Ikromova | Daria Atamanov      |
| Baku                | Darja Varfolomeev | Eva Brezalieva    | Taisiia Onofriichuk |
| Tashkent            | Takhmina Ikromova | Darja Varfolomeev | Margarita Kolosov   |
| Milano              | Darja Varfolomeev | Sofia Raffaeli    | Takhmina Ikromova   |
| World Challenge Cup |                   |                   |                     |
| Portimão            | Alina Harnasko    | Erika Zhailauova  | Ekaterina Vedeneeva |
| Cluj Napoca         | Darja Varfolomeev | Stiliana Nikolova | Boryana Kaleyn      |

#### Clavette
| Competizioni        | Oro               | Argento             | Bronzo                |
| ------------------- | ----------------- | ------------------- | --------------------- |
| World Cup           |                   |                     |                       |
| Atene               | Wang Zilu         | Elvira Krasnobaeva  | Eva Brezalieva        |
| Sofia               | Sofia Raffaeli    | Boryana Kaleyn      | Viktoriia Onopriienko |
| Baku                | Sofia Raffaeli    | Taisiia Onofriichuk | Darja Varfolomeev     |
| Tashkent            | Darja Varfolomeev | Takhmina Ikromova   | Nataliya Usova        |
| Milano              | Darja Varfolomeev | Sofia Raffaeli      | Taisiia Onofriichuk   |
| World Challenge Cup |                   |                     |                       |
| Portimão            | Darja Varfolomeev | Alina Harnasko      | Ekaterina Vedeneeva   |
| Cluj Napoca         | Darja Varfolomeev | Stiliana Nikolova   | Daria Atamanov        |

#### Nastro
| Competizioni        | Oro                 | Argento             | Bronzo              |
| ------------------- | ------------------- | ------------------- | ------------------- |
| World Cup           |                     |                     |                     |
| Atene               | Alina Harnasko      | Elvira Krasnobaeva  | Vera Tugolukova     |
| Sofia               | Stiliana Nikolova   | Daria Atamanov      | Taisiia Onofriichuk |
| Baku                | Darja Varfolomeev   | Elvira Krasnobaeva  | Taisiia Onofriichuk |
| Tashkent            | Darja Varfolomeev   | Takhmina Ikromova   | Liliana Lewinska    |
| Milano              | Sofia Raffaeli      | Darja Varfolomeev   | Taisiia Onofriichuk |
| World Challenge Cup |                     |                     |                     |
| Portimão            | Darja Varfolomeev   | Ekaterina Vedeneeva | Milana Parfilova    |
| Cluj Napoca         | Taisiia Onofriichuk | Fanni Pigniczki     | Barbara Domingos    |

#### 5 cerchi
| Competizioni        | Oro      | Argento | Bronzo      |
| ------------------- | -------- | ------- | ----------- |
| World Cup           |          |         |             |
| Atene               | Italia   | Israele | Cina        |
| Sofia               | Israele  | Spagna  | Messico     |
| Baku                | Giappone | Italia  | Azerbaigian |
| Tashkent            | Cina     | Polonia | Germania    |
| Milano              | Italia   | Brasile | Cina        |
| World Challenge Cup |          |         |             |
| Portimão            | Spagna   | Brasile | Francia     |
| Cluj Napoca         | Israele  | Italia  | Bulgaria    |

#### 3 nastri e 2 palle
| Competizioni        | Oro      | Argento    | Bronzo  |
| ------------------- | -------- | ---------- | ------- |
| World Cup           |          |            |         |
| Atene               | Polonia  | Italia     | Cina    |
| Sofia               | Israele  | Bulgaria   | Polonia |
| Baku                | Giappone | Spagna     | Italia  |
| Tashkent            | Francia  | Uzbekistan | Polonia |
| Milano              | Cina     | Francia    | Ucraina |
| World Challenge Cup |          |            |         |
| Portimão            | Brasile  | Messico    | Spagna  |
| Cluj Napoca         | Spagna   | Francia    | Ucraina |